# 薩比諾夫

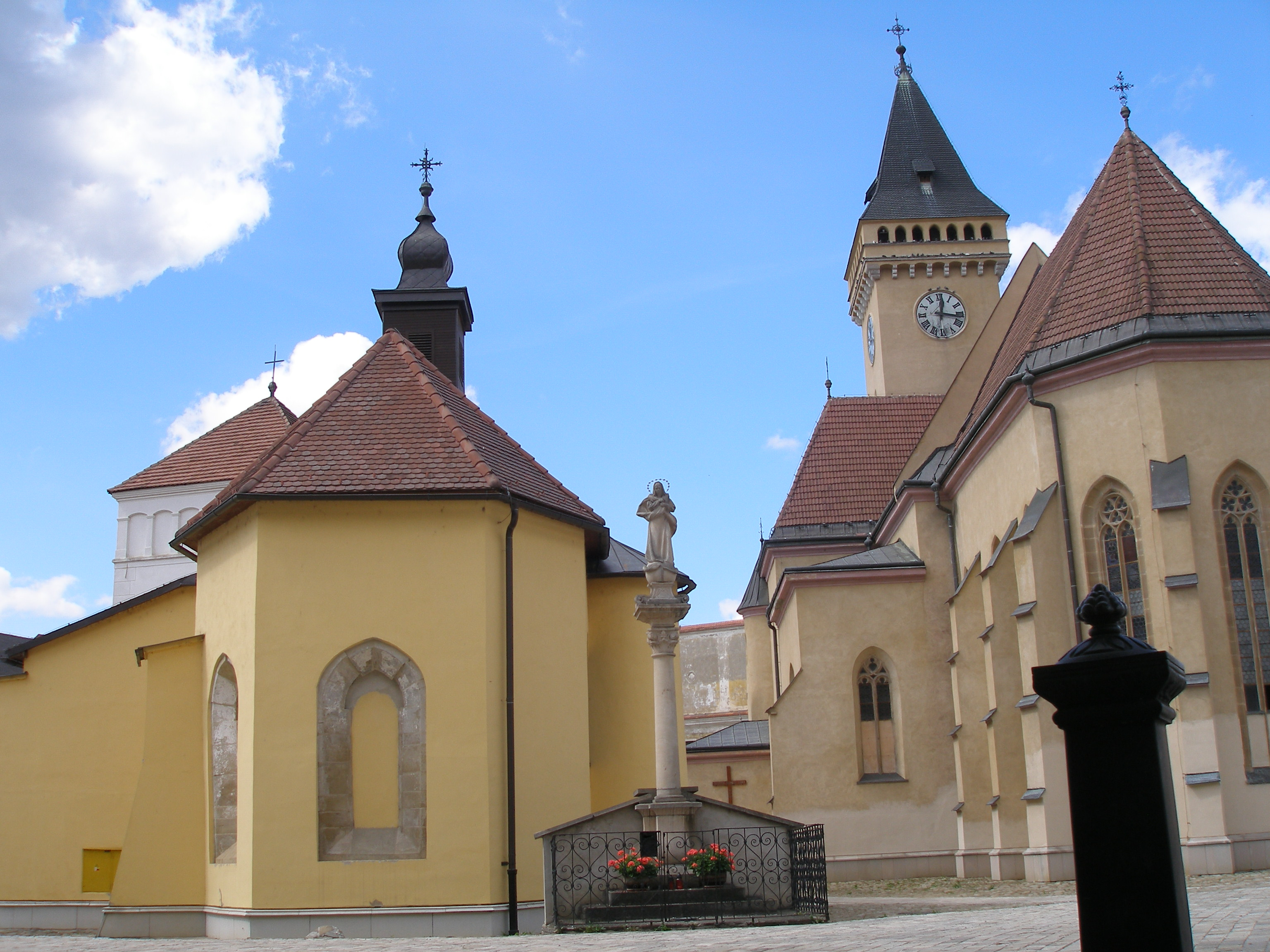

薩比諾夫是斯洛伐克的城鎮，位於該國東部，由普列索夫州負責管轄，面積23.39平方公里，海拔高度324米，2005年人口12,378，其中七成居民信奉羅馬天主教。

## 外部連結
- Official site （页面存档备份，存于）
- 互联网电影数据库（IMDb）上《The Shop on Main Street》的资料（英文）

49°06′N 21°06′E / 49.1°N 21.1°E